# Provand's Lordship

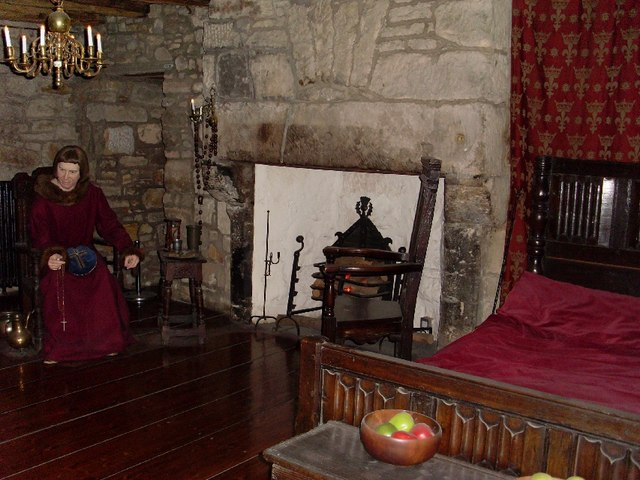
Vista di un interno.

La Provand's Lordship è un edificio storico della città di Glasgow, in Scozia. Di origine medievale, è la casa più antica di Glasgow ancora esistente ed è oggi adibita a casa museo. Si trova vicino alla Cattedrale di San Mungo, che a sua volta è l'edificio più antico della città.
La Provand's Lordship è stata costruita nel 1471 da Andrew Muirhead, vescovo di Glasgow, e faceva parte dell'ospedale St Nicholas. Lo stemma di Muirhead è tuttora visibile su un lato dell'edificio. Si pensa che l'edificio venisse usato per ospitare temporaneamente membri del clero e altri funzionari religiosi che si recavano alla cattedrale. Nell'Ottocento la casa era abitata dal canonico della prebenda di Barlanark e fu in questo periodo che si iniziò a chiamare Lord of Provan (da prebend) e quindi Provand's Lordship.
Tra il XVIII e il XX secolo la maggior parte degli edifici intorno alla cattedrale vennero demoliti, incluso l'ospedale. Nel 1906 venne fondata la Provand's Lordship Society con lo scopo di preservare l'edificio. La società si finanziava affittando la casa stessa e con donazioni private. In particolare, nel 1927 il filantropo William Burrell donò una somma di denaro e alcuni mobili del XVII secolo, che ancora oggi sono usati per ammobiliare la casa. In 1978 la società ha donato l'edificio alla Città di Glasgow in cambio di un restauro completo. La casa è stata poi aperta al pubblico nel giugno del 1983.
Al giorno d'oggi la Provand's Lordship è aperta al pubblico insieme al suo giardino posteriore (St Nicholas Garden) ed è ammobiliata con i mobili del XVII secolo donati da Burrell. Al primo piano è inoltre presente una collezione di ritratti di re e regine della storia britannica. Il soffitto dei piani superiori sembra più basso a causa della presenza di un contro pavimento inserito per proteggere i pavimenti originali in legno.